# Zmarli w styczniu 2024

## Styczeń 2024
- 31 stycznia
  - Jan Adam Borzęcki – polski poeta, prozaik, krytyk literacki[1]
  - Józef Duda – polski inżynier automatyk i samorządowiec, prof. dr hab., burmistrz Wieliczki (1992–2006)[2]
  - Leif Eriksen – norweski piłkarz[3]
  - Mario Levi – turecki powieściopisarz, dziennikarz[4]
  - Stanisław Pieszko – działacz polskiej mniejszości na Litwie, poseł na Sejm RL[5]
  - Heinz Simmet – niemiecki piłkarz[6]
  - Jerzy Sypek – polski działacz partyjny, I sekretarz Komitetu Wojewódzkiego PZPR w Częstochowie (1985–1989)[7]
  - Przemysław Waingertner – polski historyk, prof. dr hab.[8]
  - Maria Zającówna-Radwan – polska aktorka[9]
  - Krzysztof Żabiński – polski przedsiębiorca, elektronik, polityk, minister-szef Urzędu Rady Ministrów (1991), poseł na Sejm RP[10]
- 30 stycznia
  - Hinton Battle – amerykański aktor, piosenkarz, tancerz i instruktor tańca[11]
  - Jean Carnahan – amerykańska polityczka, senator Stanów Zjednoczonych ze stanu Missouri (2001–2002)[12]
  - Zenon Chojnicki – polski szachista, instruktor i działacz szachowy[13]
  - Antonina Grzegorzewska – polska działaczka samorządowa, prezydent Zielonej Góry (1983–1988)[14]
  - Ryszard Orłowski – polski historyk, profesor nauk humanistycznych[15]
  - Chita Rivera – amerykańska aktorka, tancerka i piosenkarka[16]
  - Jan de Rooy – holenderski przedsiębiorca, kierowca rajdowy[17]
  - Agata Tomasiewicz – polska dziennikarka i krytyczka teatralna[18]
  - Wasilij Uczajkin(inne języki) – radziecki polityk, premier Mordwińskiej ASRR (1978–1991), deputowany[19]
  - Zofia Wicińska – polska aktorka[20]
- 29 stycznia
  - Fernando Acevedo – peruwiański lekkoatleta, sprinter[21]
  - Jan Lach – polski dyrygent i muzykolog, prof. dr hab.[22]
  - Delio Lucarelli – włoski duchowny rzymskokatolicki, biskup Rieti (1997–2015)[23]
  - Sandra Milo – włoska aktorka[24]
  - Bogdan Pokropiński – polski kolejarz, popularyzator historii kolei w Polsce, inicjator powstania Muzeum Kolei Wąskotorowej w Sochaczewie[25]
- 28 stycznia
  - Mikałaj Aksamit – białoruski malarz, polityk[26]
  - Walter Ivan de Azevedo – brazylijski duchowny rzymskokatolicki, biskup São Gabriel da Cachoeira (1986–2002)[27]
  - Zbigniew Harbuz – polski regionalista i historyk związany z ziemią łobeską[28]
  - Víctor Luna – kolumbijski piłkarz, trener[29]
  - Albert Mayr – włoski kompozytor[30]
  - Luis Tejada – panamski piłkarz[31]
- 27 stycznia
  - Feriz Krasniqi – kosowski matematyk, prof. dr hab., b. rektor Uniwersytetu w Prisztinie[32]
  - Rubén Marín – argentyński polityk, historyk, senator (1989–1991, 2003–2009), gubernator prowincji La Pampa (1991–2003)[33]
  - Henryk Pytel – polski hokeista, olimpijczyk[34]
- 26 stycznia
  - Hartmut Bagger – niemiecki generał, Generalny Inspektor Bundeswehry (1996–1999)[35]
  - Dean Brown – amerykański gitarzysta fusion jazzowy, muzyk sesyjny[36]
  - Emanuele Catarinicchia – włoski duchowny rzymskokatolicki, biskup Cefalù (1978–1987) i Mazara del Vallo (1987–2002)[37]
  - Włodzimierz Jastrzębski – polski historyk, publicysta[38]
  - Goran Petrović – serbski pisarz[39]
  - Michael Watford – amerykański piosenkarz dance[40]
  - Stanisław Zubel – polski kontrabasista, członek zespołu Flamingo[41]
- 25 stycznia
  - Christian Brandstätter – austriacki wydawca, redaktor[42]
  - Batszewa Dagan – izraelska poetka, psycholog[43]
  - Roger Donlon – amerykański wojskowy, pierwsza osoba odznaczona Medalem Honoru podczas wojny wietnamskiej[44]
  - Michel Hausser – francuski wibrafonista jazzowy[45]
  - Ida Kurcz – polska psycholożka[46]
  - Kenneth Smith – amerykański przestępca[47]
  - Klaus Thielmann – wschodnioniemiecki polityk i lekarz narodowości serbołużyckiej, minister zdrowia i spraw społecznych (1989–1990)[48]
- 24 stycznia
  - Carl Andre – amerykański rzeźbiarz[49]
  - Jesse Jane – amerykańska aktorka i modelka pornograficzna[50][51]
  - Jan Kowalczys – polski kapitan, weteran Armii Krajowej[52]
  - Wieronika Krugłowa – rosyjska piosenkarka[53]
  - N. Scott Momaday – amerykański pisarz, poeta[54]
  - Serhij Rożok – ukraiński piłkarz[55]
  - Alberto Tanasini – włoski duchowny rzymskokatolicki, biskup pomocniczy Genui (1996–2004), biskup Chiavari (2004–2021)[56]
  - Väino Uibo – estoński aktor, polityk, burmistrz Elvy (1993–1998)[57]
- 23 stycznia
  - Alwida Antonina Bajor – polska pisarka, dziennikarka, publicystka[58]
  - Frank Farian – niemiecki muzyk, producent muzyczny, współzałożyciel zespołu Boney M.[59]
  - Charles Fried – amerykański prawnik, radca generalny Stanów Zjednoczonych (1985–1989)[60]
  - Jean Petit – francuski piłkarz[61]
  - Melanie Safka – amerykańska piosenkarka[62]
- 22 stycznia
  - Jan Burchart – polski geolog, profesor nauk biologicznych[63]
  - Maricet Espinosa – kubańska judoczka[64]
  - Gary Graham – amerykański aktor[65]
  - Dexter Scott King – amerykański aktor[66]
  - Lior Lubin – izraelski koszykarz, trener[67]
  - Arno Penzias – amerykański fizyk, astronom, laureat Nagrody Nobla w dziedzinie fizyki (1978)[68]
  - Anatolij Poliwoda – ukraiński koszykarz, mistrz olimpijski (1972)[69]
  - Jerzy Radecki – polski piłkarz[70]
  - Luigi Riva – włoski piłkarz, mistrz Europy (1968)[71]
  - Andrzej Szajna – polski gimnastyk sportowy, olimpijczyk[72]
- 21 stycznia
  - Maciej Chojnacki – polski koszykarz[73]
  - László Grétsy – węgierski językoznawca, prezenter telewizyjny[74]
  - Mokhtar Hasni – tunezyjski piłkarz[75]
- 20 stycznia
  - Ch’oe T’ae Bok – północnokoreański chemik, polityk, przewodniczący Najwyższego Zgromadzenia Ludowego (1998–2019)[76]
  - Norman Jewison – kanadyjski reżyser, scenarzysta i producent filmowy[77]
  - Eugeniusz Lerch – polski piłkarz, trener[78]
  - Longin Skowyra – polski sztangista[79]
  - John Tomlinson – brytyjski polityk, samorządowiec, eurodeputowany (1984–1999)[80]
- 19 stycznia
  - Mario Dorsonville – kolumbijsko-amerykański duchowny rzymskokatolicki, biskup pomocniczy waszyngtoński (2015–2023), biskup Houmy-Thibodaux (2023–2024)[81]
  - Lance Larson – amerykański pływak, mistrz olimpijski (1960)[82]
  - Ewa Podleś – polska śpiewaczka operowa (kontralt)[83]
  - Marlena Shaw – amerykańska piosenkarka[84]
  - Zbigniew Sprycha – polski malarz, nauczyciel akademicki[85]
  - Piotr Węgleński – polski biolog, genetyk, profesor nauk biologicznych, rektor Uniwersytetu Warszawskiego (1999–2005)[86]
  - Klaus Wunder – niemiecki piłkarz[87]
- 18 stycznia
  - Donald Adamson – brytyjski historyk, biograf, krytyk literacki, tłumacz[88]
  - Zenon Baran – polski piłkarz, trener[89]
  - Héctor Bidonde – argentyński aktor, reżyser, polityk[90]
  - Giovanni Giudici – włoski duchowny rzymskokatolicki, biskup pomocniczy Mediolanu (1990–2003), biskup Pawii (2003–2015)[91]
  - Josef Haas – szwajcarski biegacz narciarski[92]
  - John Juan Mendez – amerykański DJ i producent muzyczny[93]
  - Amnon Rubinstein – izraelski polityk, minister komunikacji (1984–1987), minister edukacji (1993–1996)[94]
  - Heinz Tesar – austriacki architekt[95]
  - Luis Vasquez – amerykański muzyk, kompozytor i producent muzyczny, członek zespołu The Soft Moon[96]
- 17 stycznia
  - Shawnacy Barber – kanadyjski lekkoatleta, tyczkarz, mistrz świata (2015)[97]
  - Barbara Barska-Stockinger – polska piosenkarka[98]
  - Al Cantello – amerykański lekkoatleta, oszczepnik[99]
  - Knut Hjeltnes – norweski lekkoatleta, dyskobol[100]
  - Tony Lloyd – brytyjski polityk Partii Pracy, członek Izby Gmin (1983–2012, od 2017), burmistrz Wielkiego Manchesteru (2015–2017)[101]
  - Dejan Milojević – serbski koszykarz, trener[102]
  - Bennie Muller – holenderski piłkarz[103]
  - Wiesław Wenz – polski duchowny rzymskokatolicki, teolog, kanonista[104]
- 16 stycznia
  - Juliusz Chrościcki – polski historyk sztuki, profesor, dziekan Wydziału Historycznego UW (1990–1992)[105]
  - Ottavio Dazzan – włoski kolarz torowy[106]
  - David Gail – amerykański aktor[107]
  - Laurie Johnson – angielski kompozytor i bandleader[108]
  - Milan Nenadić – serbski zapaśnik[109]
  - Peter Schickele – amerykański kompozytor[110]
  - Sergio Sebastiani – włoski duchowny rzymskokatolicki, kardynał, przewodniczący Prefektury Spraw Ekonomicznych Stolicy Apostolskiej (1997–2008)[111]
  - Ajit Singh Gill – singapurski hokeista na trawie[112]
  - Vaino Väljas – estoński historyk, dyplomata, polityk, I sekretarz Komunistycznej Partii Estonii (1988–1990)[113]
- 15 stycznia
  - Carles Falcon – hiszpański motocyklista rajdowy[114]
  - Jorge Griffa – argentyński piłkarz, trener[115]
  - Dror Kasztan – izraelski piłkarz, trener[116]
  - Roman Korban – polski lekkoatleta, średniodystansowiec, trener, olimpijczyk (1952)[117][118][119][120]
  - Uno Palu – estoński lekkoatleta, wieloboista[121]
  - Jožica Puhar – słoweńska socjolożka, polityczka, minister pracy (1990–1993, 1993–1994)[122][123]
  - Shih Ming-teh – tajwański polityk[124]
  - Ronnie Shikapwasha – zambijski wojskowy, polityk, minister spraw wewnętrznych (2003–2005, 2006–2024), minister spraw zagranicznych (2005–2006)[125]
- 14 stycznia
  - Elżbieta Kowalczyk-Heyman – polska archeolożka i historyczka, profesor[126]
  - Józef Lewandowski – polski tenisista stołowy, trener tenisa stołowego[127]
  - Lutz Lischka – austriacki judoka[128]
  - Raema Lisa Rumbewas – indonezyjska sztangistka[129]
  - Tom Purdom – amerykański pisarz science fiction i literatury faktu[130]
  - Luís Torras Martínez – hiszpański malarz i superstulatek[131]
  - Magda Vidos – węgierska lekkoatletka, oszczepniczka[132]
- 13 stycznia
  - Krzysztof Belczyński – polski astronom, profesor nauk fizycznych[133]
  - Jana Hlaváčová – czeska aktorka[134]
  - Stephen Laybutt – australijski piłkarz[135]
  - Juli Mira – hiszpański aktor[136]
  - Jo-El Sonnier – amerykański piosenkarz i akordeonista country, autor tekstów[137]
  - Romuald Twardowski – polski kompozytor i pedagog[138]
- 12 stycznia
  - Anthony Holt – angielski śpiewak (baryton), członek zespołu wokalnego The King’s Singers[139]
  - Hans Huber – niemiecki bokser[140]
  - Marek Litewka – polski aktor[141]
  - Jakub Mikołajczuk – polski dziennikarz[142]
  - Tamara Milaszkina – rosyjska śpiewaczka operowa (sopran)[143]
  - Paweł Newerla – polski radca prawny, historyk, publicysta[144]
  - Wolfgang Wickler – niemiecki zoolog i etolog[145]
- 11 stycznia
  - Jean-Luc Laurent – francuski inżynier górnictwa, samorządowiec, polityk, mer Le Kremlin-Bicêtre (1995–2016)[146]
  - Efraín Antonio Ríos García – kolumbijski superstulatek[147]
  - Lynne Marta(inne języki) – amerykańska aktorka[148]
  - Jurij Sołomin – rosyjski aktor[149]
- 10 stycznia
  - Terry Bisson – amerykański pisarz[150]
  - Maciej Bukowski – polski przedsiębiorca[151]
  - Peter Crombie – amerykański aktor[152]
  - Tisa Farrow – amerykańska aktorka[153]
  - Louis Le Pensec – francuski ekonomista, polityk, minister rolnictwa (1997–1998)[154]
  - Ryszard Lebiest –  zecer i linotypista, działacz NSZZ Solidarność[155]
  - Janusz Majewski – polski reżyser i scenarzysta filmowy, prezes Stowarzyszenia Filmowców Polskich (1983–1990), rektor Warszawskiej Szkoły Filmowej (2012-2024)[156]
  - Ignacy Nowak – polski szachista[157]
  - Conrad E. Palmisano – amerykański reżyser i aktor[158]
- 9 stycznia
  - Delfina Ambroziak – polska śpiewaczka operowa (sopran)[159]
  - Ryszard Herba – polski aktor[160]
  - Tadeusz Isakowicz-Zaleski – polski duchowny rzymskokatolicki obrządków rzymskokatolickiego i ormiańskiego, działacz opozycji w PRL[161]
  - James Kottak – amerykański gitarzysta i perkusista rockowy, członek zespołu Scorpions[162]
  - Philippe Fanoko Kossi Kpodzro – togijski duchowny rzymskokatolicki, biskup Atakpamé (1976–1992), arcybiskup Lomé (1992–2007)[163]
- 8 stycznia
  - Carl-Erik Asplund – szwedzki łyżwiarz szybki[164]
  - Guy Bonnet – francuski piosenkarz, autor tekstów, kompozytor[165]
  - Adan Canto – meksykański aktor[166]
  - François Janssens – belgijski piłkarz[167]
  - Salezy Józef Kafel – polski duchowny rzymskokatolicki, kapucyn, teolog, tłumacz, wydawca[168]
  - Alexio Churu Muchabaiwa – zimbabwejski duchowny rzymskokatolicki, biskup Mutare (1982–2016)[169]
  - Phill Niblock – amerykański kompozytor i filmowiec[170]
  - Ventura Pons – hiszpański reżyser filmowy i teatralny[171]
  - Gianfranco Reverberi – włoski kompozytor[172]
  - Bohdan Szerszun – ukraiński piłkarz[173]
- 7 stycznia
  - Franz Beckenbauer – niemiecki piłkarz, trener, mistrz świata (1974)[174]
  - Alberto Colombo – włoski kierowca wyścigowy[175][176]
  - Andrzej Richter – polski aktor[177]
  - Mateusz Rutkowski – polski skoczek narciarski, mistrz świata juniorów (2004)[178][179]
  - Stanisław Sędziwy – polski matematyk, profesor nauk matematycznych[180]
- 6 stycznia
  - Mariusz Borek – polski piosenkarz, wokalista disco polo, członek zespołu Skalar[181]
  - Fernando Capalla – filipiński duchowny rzymskokatolicki, arcybiskup Davao (1996–2012)[182]
  - Anton Pain Ratu – indonezyjski duchowny rzymskokatolicki, biskup Atambua (1984–2007)[183]
  - Pablo Varela Server – hiszpański duchowny rzymskokatolicki, biskup pomocniczy Panamy (2004–2019)[184]
  - Wiesław Wojnowski – polski chemik, profesor nauk chemicznych[185]
- 5 stycznia
  - Larry Collins – amerykański gitarzysta[186]
  - Ryszard Karpiński – polski duchowny rzymskokatolicki, biskup pomocniczy lubelski (1985–2011)[187]
  - Adam Kowalewski – polski architekt, urbanista, dyplomata, wiceminister gospodarki przestrzennej i budownictwa (1989–1992)[188]
  - William Lee – irlandzki biskup rzymskokatolicki, biskup diecezjalny Waterford i Lismore (1993–2013)[189]
  - Herbert Linge – niemiecki kierowca wyścigowy i rajdowy[190]
  - Del Palmer – angielski inżynier dźwięku i basista znany ze współpracy z Kate Bush[191][192]
  - Jean-Marie Rausch – francuski polityk, wieloletni mer Metz (1971–2008)[193]
  - Nicholas Rescher – amerykański filozof[194]
  - Giulio Santagata – włoski ekonomista, polityk, minister ds. aktywowania programu rządowego (2006–2008)[195]
  - Mário Zagallo – brazylijski piłkarz, trener[196]
- 4 stycznia
  - Fabio Fabbri – włoski prawnik, polityk, minister ds. polityki wspólnotowej (1986–1987), minister obrony (1993–1994)[197]
  - Glynis Johns – brytyjska aktorka[198]
  - Witold Mikołajczuk (Witek Muzyk Ulicy) – polski muzyk[199]
  - Christian Oliver – niemiecki aktor, scenarzysta i producent telewizyjny i filmowy, model[200]
  - Emil Polit – polski malarz[201]
  - Kishin Shinoyama – japoński fotograf i artysta współczesny[202]
  - David Soul – amerykański aktor i piosenkarz[203]
  - Łeonid Tkaczenko – ukraiński piłkarz, trener[204]
  - Ołeksandr Tkaczenko – ukraiński agronom, polityk, przewodniczący Rady Najwyższej (1998–2000)[205]
- 3 stycznia
  - Karsten Knolle – niemiecki polityk, dziennikarz[206]
  - René Metge – francuski kierowca wyścigowy[207]
  - Jan Żyliński – polski przedsiębiorca, oficer, działacz polonijny, najbogatszy Polak w Londynie[208]
- 2 stycznia
  - Wojciech Bąkowicz – polski dziennikarz sportowy[209]
  - Dariusz Brodka – polski historyk, filolog klasyczny i bizantynolog[210]
  - Ángel Castellanos – hiszpański piłkarz[211]
  - Alberto Festa – portugalski piłkarz[212]
  - Osvaldo Lara – kubański lekkoatleta, sprinter[213]
  - Brian Lumley – brytyjski pisarz[214]
  - Ronald Lunas – filipiński duchowny rzymskokatolicki, biskup Pagadian (2018–2024)[215]
  - Daniel Revenu – francuski florecista, mistrz olimpijski (1968), mistrz świata (1971, 1975)[216]
  - Sergiusz Siekieryn – polski piłkarz[217]
  - Cwi Zamir – izraelski generał, funkcjonariusz służb specjalnych, dyrektor Mosadu (1968–1974)[218]
- 1 stycznia
  - Iwona Bartoszewicz – polska germanistka[219]
  - Mario Boljat – chorwacki piłkarz[220]
  - Marcia Garbey – kubańska lekkoatletka, skoczkini w dal[221]
  - Aleksander Herzog – polski prokurator[222]
  - Małgorzata Kozłowska-Wojciechowska – polska lekarka, gastroenterolog, profesor nauk medycznych[223]
  - Arkadiusz Malinowski – polski muzyk, gitarzysta, członek zespołu Czerwone Gitary[224][225]
  - Lawrence Nicasio – belizeński duchowny rzymskokatolicki, biskup Belize City – Belmopan (2017–2024)[226]
  - Basdeo Panday – trynidadzko-tobagijski prawnik, ekonomista, polityk, premier Trynidadu i Tobago (1995–2001)[227]
  - Ireneusz Serwotka – polski działacz sportowy, samorządowiec, polityk, prezydent Wodzisławia Śląskiego (1997–2002), starosta wodzisławski (2016–2018)[228]
  - Iwona Śledzińska-Katarasińska – polska dziennikarka, polityczka, posłanka na Sejm RP (1991–2023)[229]
  - Aleksander Waszak – polski matematyk[230]
  - Niklaus Wirth – szwajcarski informatyk[231]